# Sonora Matancera

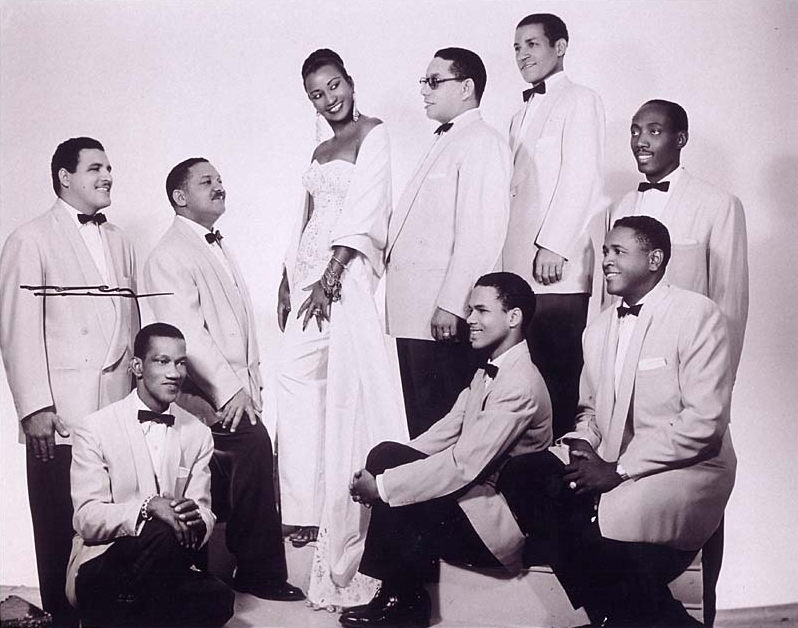
Celia Cruz et La Sonora Matancera.

La Sonora Matancera est, comme son nom l'indique, un groupe de son cubain de Matanzas (Sonora = groupe de son cubain et Matancera = de Matanzas, une ville de Cuba). 
Le groupe, qui s'appelait à l'origine Septeto Soprano (il prend le nom de Sonora Matancera en 1932) a été formé par Valentín Cané (directeur musical jusqu'à la fin des années 1930), le bassiste Pablo "Bubú" Vázquez Gobín, le chanteur Eugenio Pérez, le timbalero Manuel "Jimagua" Sánchez, le trompettiste Ismael Goberna, le guitariste Domingo Medina, José Manuel Valera, Julio Gobín, et Juan Bautista Llópiz.
Daniel Santos, Bienvenido Granda, Nelson Pinedo, Alberto Beltrán, Bobby Capó, Carlos Argentino, Myrta Silva (en), et Celia Cruz. 
D'autres musiciens ont également joué des bongós, des tambours et le piano.
Lors de la révolution, le groupe s'est exilé à New York et a contribué à l'avènement de la salsa.
Le groupe est celui qui a la plus grande longévité et il est inscrit à ce titre dans le Livre Guinness des records.
En réalité, c'est faux, le Septeto Nacional de Ignacio Piñeiro est plus ancien, déjà existant en 1927, sous la forme d'un Sexteto Nacional qui comprend María Teresa Vera et Ignacio Piñeiro. En 1928, Lázaro Herrera apporte sa contribution de trompettiste et le Sexteto devient Septeto.
L'orchestre a donc 80 ans. Francisco David "El Matador" Oropesa Sánchez, bongocero et coleader du septeto actuel.